# Criquet pèlerin
Schistocerca gregaria
Espèce
Le criquet pèlerin, Schistocerca gregaria (Forskål), est un criquet présentant un phénomène de polymorphisme phasaire. Il peut se présenter sous deux formes: la phase solitaire et la phase grégaire, cette dernière apparaissant en cas de forte augmentation de la densité de la population de criquets. Les individus de la phase grégaire peuvent former d'immenses bandes larvaires, tandis que les adultes peuvent constituer des essaims denses et très mobiles  se déplaçant souvent sur des centaines de kilomètres. Le criquet pèlerin est probablement l'insecte ravageur migrateur le plus ancien et le plus dangereux au monde, affectant jusqu'à soixante pays en Afrique, au Moyen-Orient et en Asie de l'Ouest. Ce criquet peut occasionner des dommages soudains et graves à une très grande variété de cultures. Les pullulations peuvent avoir des effets considérables sur la sécurité alimentaire nationale comme régionale ainsi que sur les moyens de subsistance des populations rurales. En outre, les coûts sociaux pour la population humaine locale pendant les invasions  peuvent être énormes, bien que souvent difficiles à estimer.

## Description
La morphologie et la coloration de Schistocerca gregaria diffèrent selon que les individus sont en phase solitaire ou grégaire.

### Morphologie
Adultes: femelle solitaire 6-9 cm de long; mâle 4,5-6 cm; femelle grégaire 5-6 cm de long; mâle 4,5-5 cm. Tubercule prosternal droit, émoussé et légèrement incliné vers l'arrière. Plaque sous-génitale du mâle bilobée, cerques plats et émoussés. Elytres marqués de grandes taches irrégulières. Pronotum non crêté, plus resserré et en forme de selle dans la phase grégaire. Les yeux sont striés. Le nombre de stries augmente après chaque mue. Les stries ne sont bien visibles que chez les individus solitaires.

### Coloration
Larves : les larves solitaires sont vertes ou beige pâle et peuvent passer par six stades. Les larves grégaires sont typiquement jaunes, avec une tête et un pronotum noirs, des bandes latérales noires sur l'abdomen et passent par cinq stades.  Les larves  grégaires du premier stade sont presque entièrement noires. Adultes : Les adultes solitaires immatures sont de couleur sable, gris pâle ou beige; cette coloration évolue vers le jaune pâle chez les adultes mâles matures et vers le beige pâle avec des motifs bruns chez les femelles matures. Les adultes grégaires immatures sont de couleur rose/rougeâtre, passant au jaune vif chez les mâles matures; chez les femelles matures le jaune est moins vif, principalement sur les parties supérieures du corps, les parties inférieures étant plutôt beige pâle.  Les ailes postérieures sont transparentes ou jaune clair.

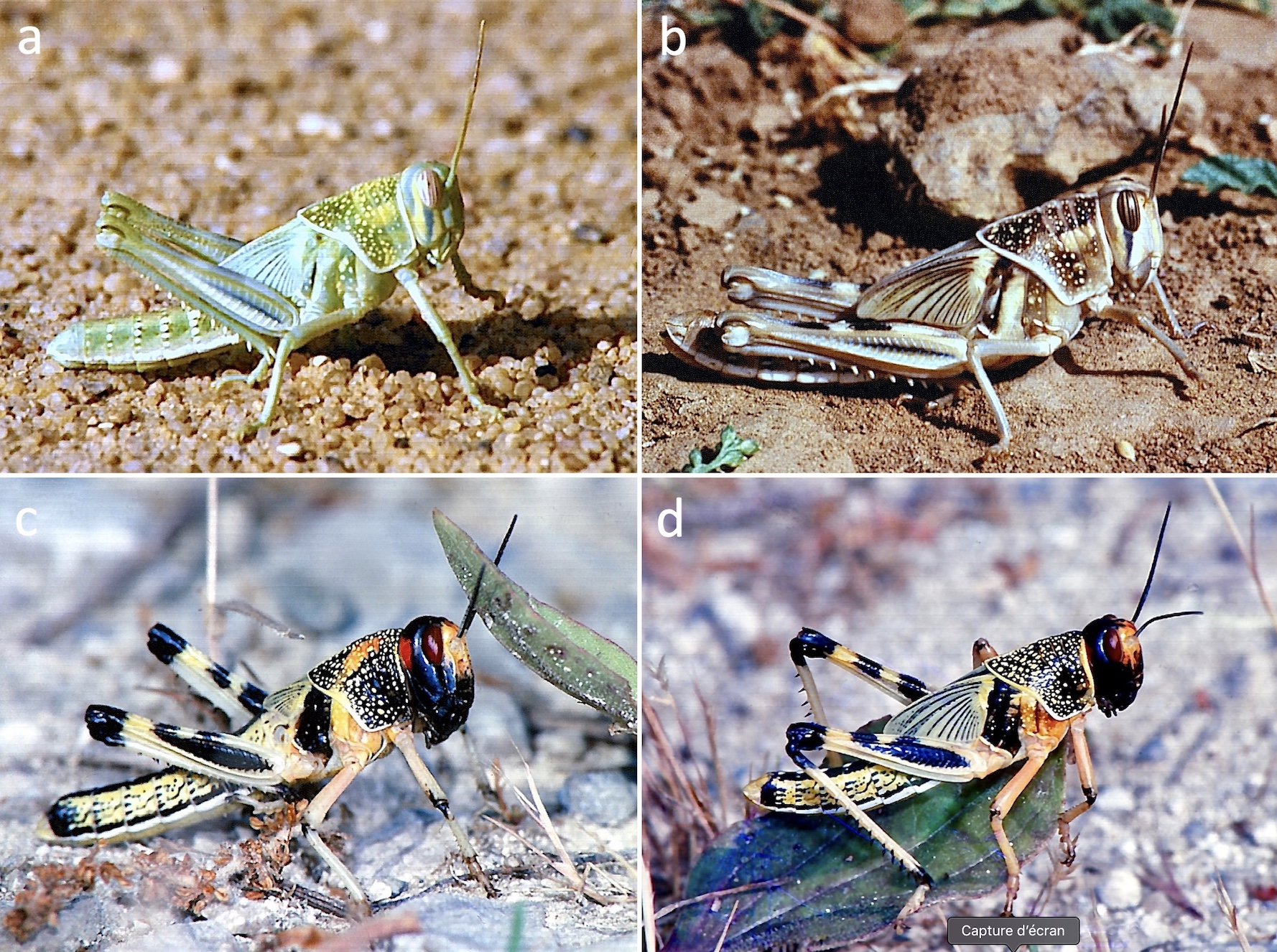
Larves du criquet pèlerin : solitaires, verte (a) et brune (b) (5e stade); larves grégaires des 4e (c) et 5e stades (d) (sources: a, Michel Lecoq; b, Antoine Foucart; c and d, Gilles Balança; CIRAD).

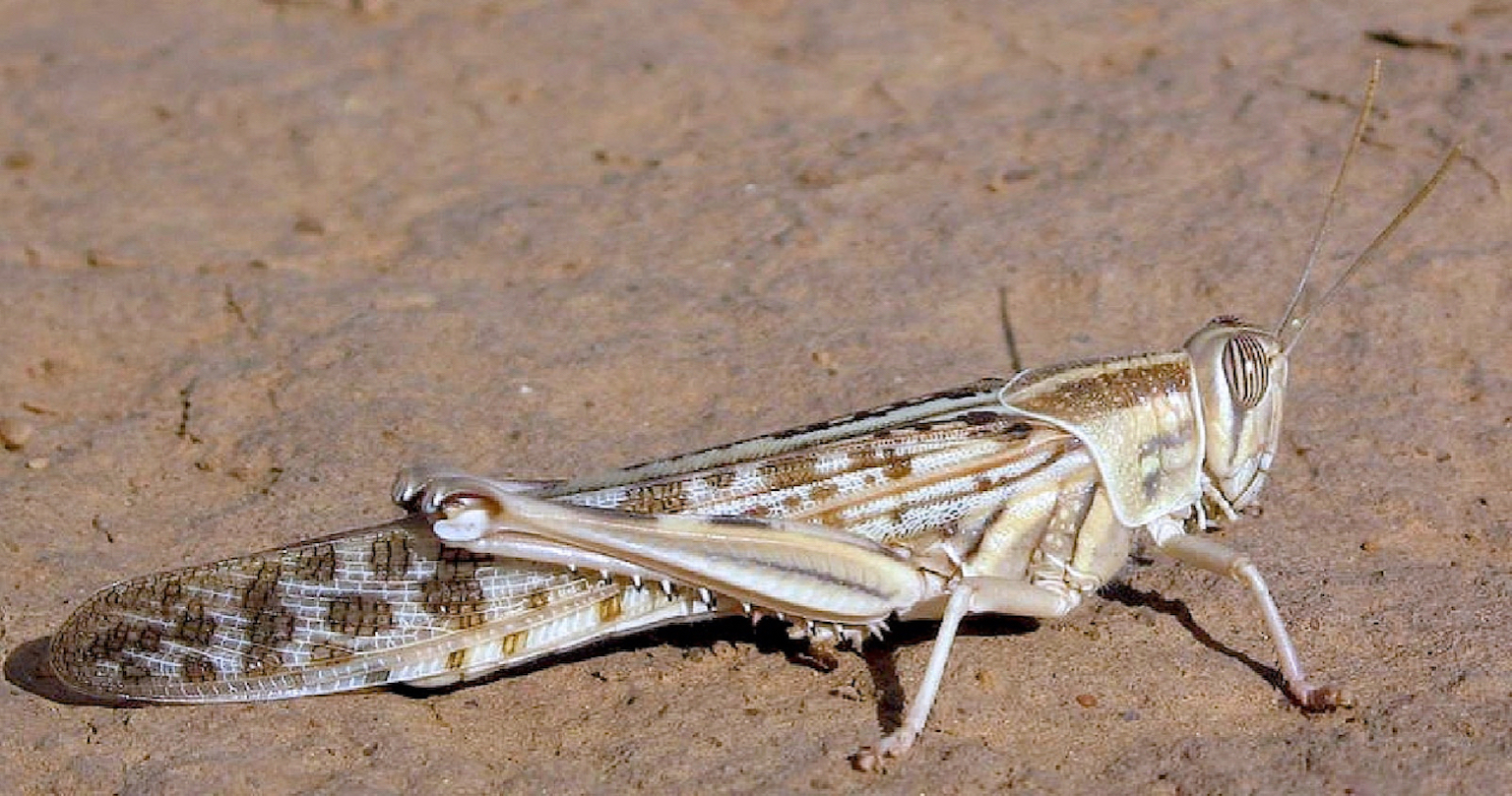
Adulte solitaire de criquet pèlerin (A. Foucart, CIRAD).

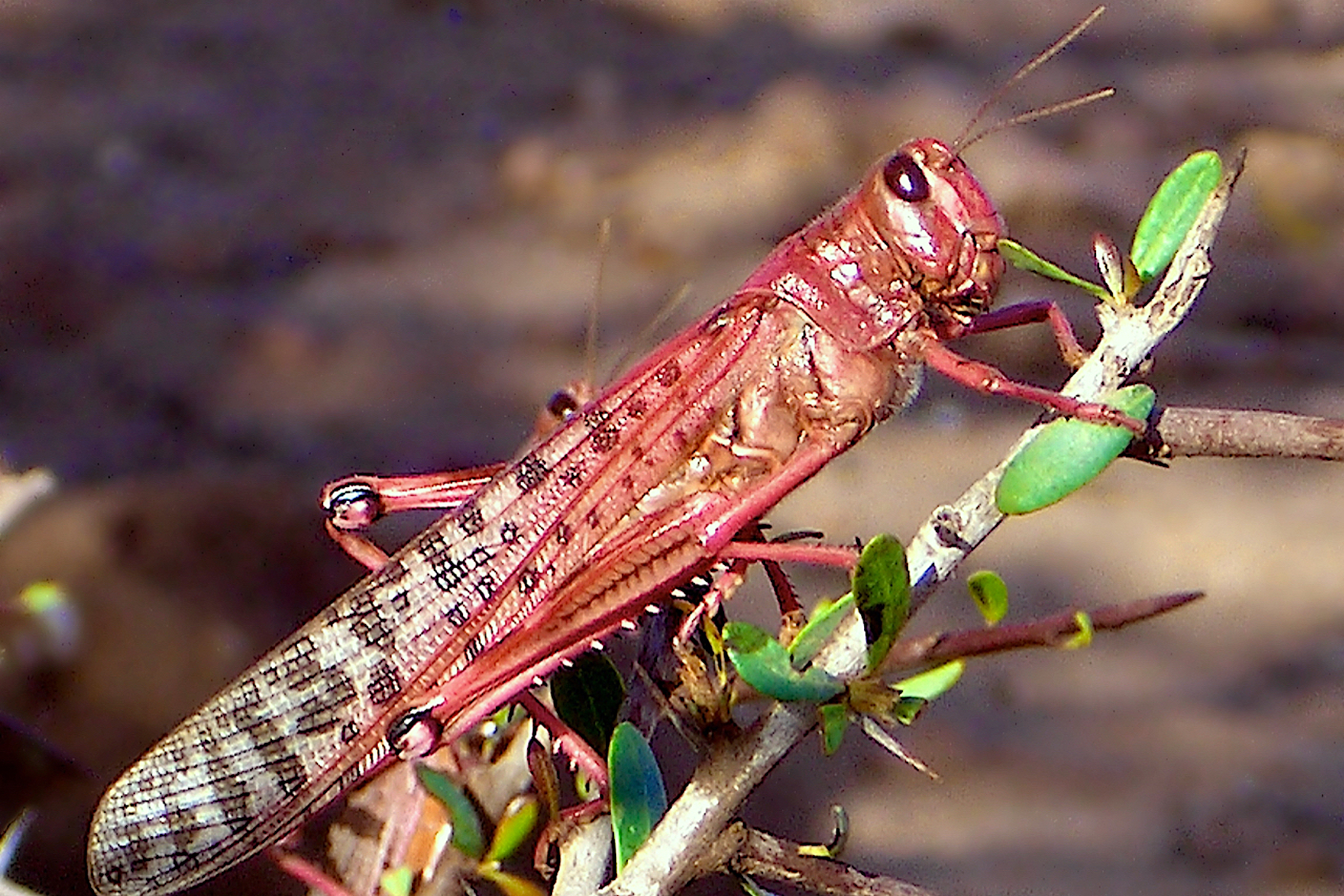
Adulte grégaire immature de criquet pèlerin (S. Ghaout, CNLAA, Maroc).

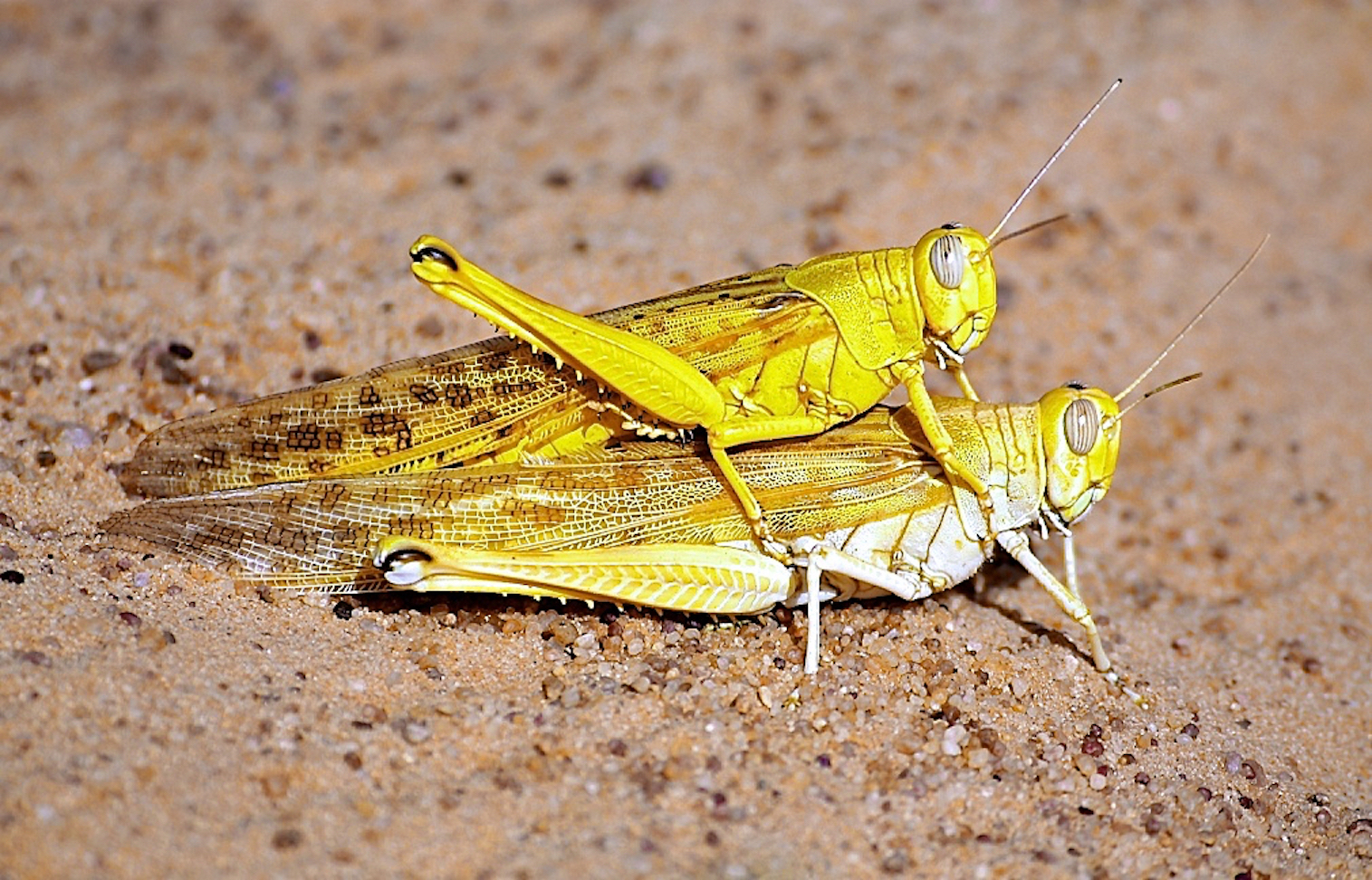
Adultes matures de criquets pèlerins (FAO-DLIS).

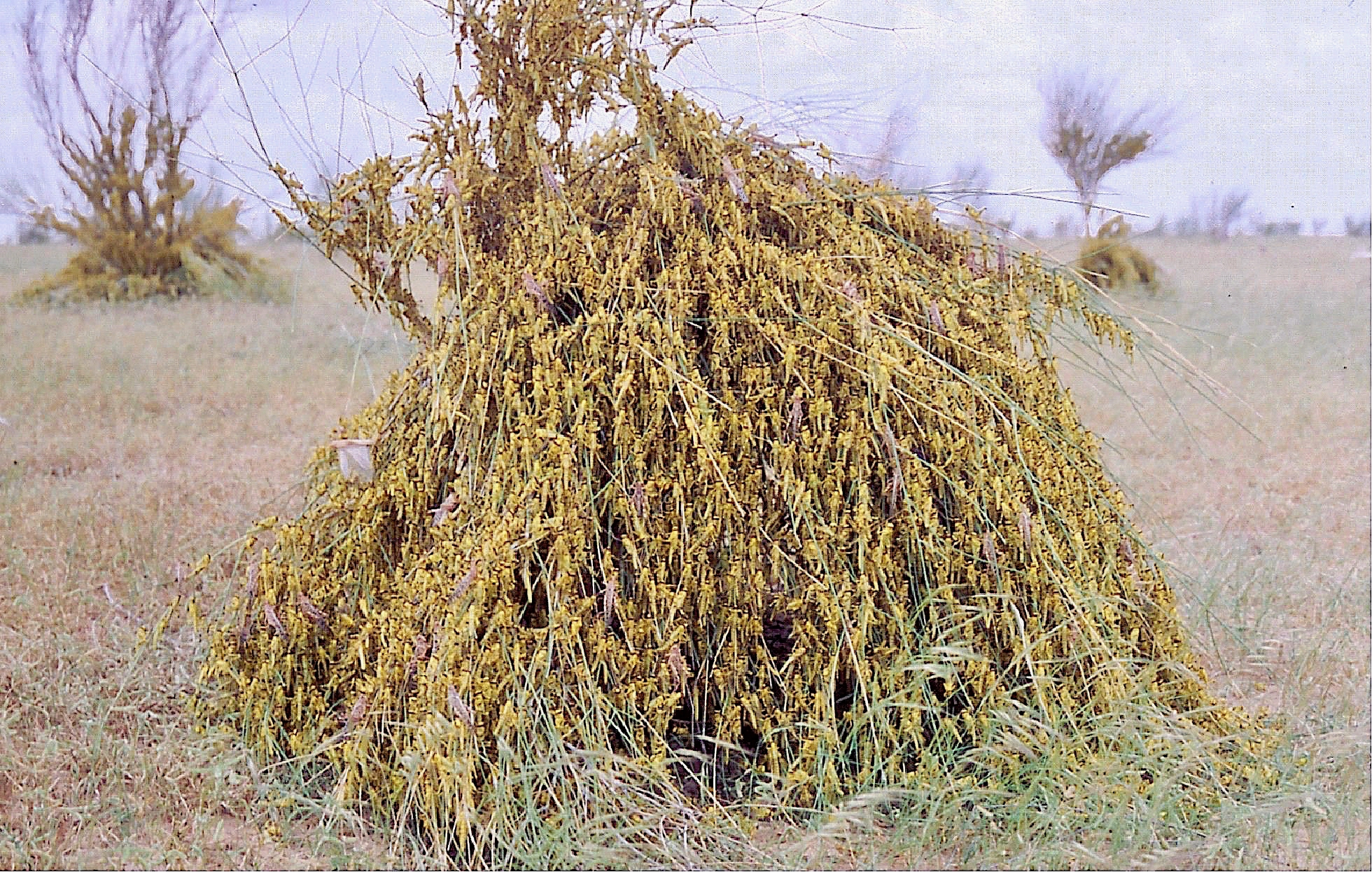
Partie d'une bande dense de larves de 5e stade et de jeunes imagos de Schistocerca gregaria au Tchad en 1988 (photo Michel Lecoq, CIRAD).

## Taxonomie
Selon Orthoptera Species File :
Le criquet pèlerin, Schistocerca gregaria (Forskål, 1775), est une espèce d'orthoptères de la famille des Acrididae, sous-famille des Cyrtacanthacridinae.  Il existe deux sous-espèces, l'une nommée Schistocerca gregaria gregaria (Forskål, 1775), la plus connue, située au nord de l'équateur, et l'autre, Schistocerca gregaria flaviventris (Burmeister, 1838), dont l'aire de répartition dans le sud-ouest de l'Afrique est plus réduite et dont l'importance économique est moindre, même si des pullulations ont été observées dans le passé.

### Basionyme
- Gryllus gregarius Forskål, 1775

### Synonymes
- Acridium peregrinum Olivier, 1804
- Gryllus rufescens Thunberg, 1815

### Sous-espèces
- Schistocerca gregaria flaviventris (Burmeister, 1838)
- Schistocerca gregaria gregaria (Forskål, 1775)

### Noms communs
Desert locus (anglais), Al jarad assahraoui (الجراد الصحراوي) (arabe), Criquet pèlerin (français), Wüstenheuschrecke (allemand).

## Aire de répartition
L'aire de répartition totale de Schistocerca gregaria en phase grégaire, appelée aire d'invasion, s'étend sur environ 29 millions de km2, dont 70 % de l'Afrique, la péninsule Arabique et le sous-continent indien. Elle couvre soixante pays, représentant 20 % de la surface terrestre mondiale. Pendant les périodes calmes, les populations solitaires sont confinées dans une zone plus petite d'environ 15 millions de km2, l'aire de rémission, constituée d'une trentaine de pays; elle correspond approximativement aux régions désertiques chaudes recevant moins de 200 mm de précipitations par an. 

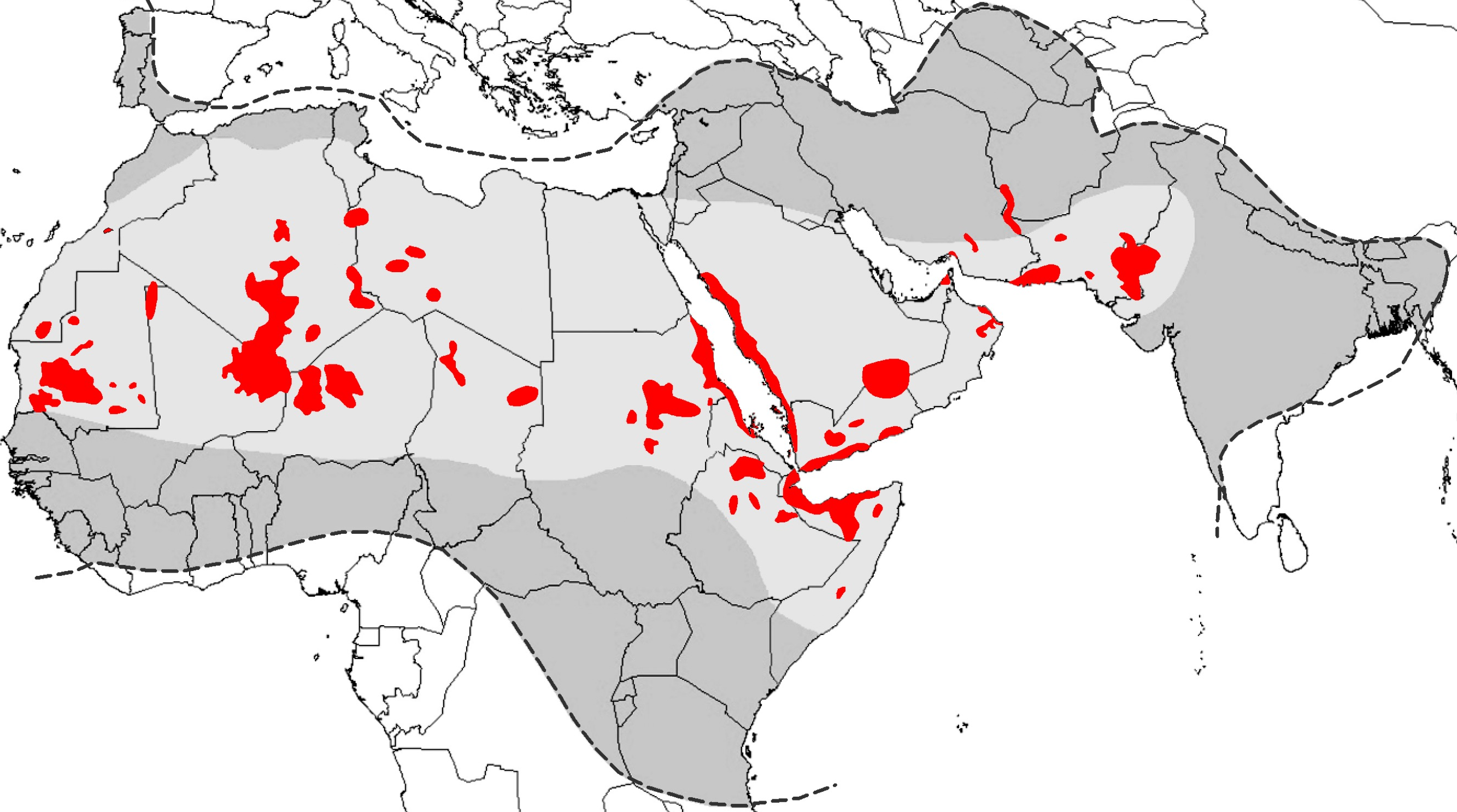
Aires de répartition du criquet pèlerin. En rouge, les zones principales de pullulation pouvant être à l’origine d’une invasion (outbreak areas en anglais) ; en gris clair, les zones de rémission (aire normale d'habitat du criquet pèlerin en phase solitaire ; les zones en gris clair et gris foncé représentent ensemble l'aire d'invasion (aire totale pouvant être envahie par les essaims en cas d'invasion généralisée).

## Biologie et écologie

### Habitat et espèces hôtes
En général, le criquet pèlerin, dans sa phase solitaire, occupe des steppes semi-désertiques aux sols sablonneux, sablo-limoneux ou argilo-limoneux recouverts de sable. La végétation est parcellaire, composée d'arbustes vivaces de moins d'un mètre de haut et d'herbes annuelles éphémères qui se développent après les pluies, entourés de vastes zones de sol nu. Le Criquet pèlerin est très polyphage, surtout en phase grégaire, et les plantes non consommées sont rares. Lors des invasions, il consomme la végétation naturelle et un large éventail de cultures vivrières : banane, orge, agrumes, coton, dattier, vigne, maïs, millet, cultures maraîchères, riz, sorgho, canne à sucre, blé, etc.

### Polymorphisme de phase et développement des invasions
Le criquet pèlerin présente un polymorphisme de phase, une forme remarquable de plasticité phénotypique dans laquelle de nombreux traits physiologiques, morphologiques, écologiques et comportementaux peuvent se modifier, principalement en réponse à des changements dans la densité de la population locale. Lorsque les densités de population augmentent, le criquet pèlerin passe d'une phase solitaire cryptique — inoffensive pour les cultures — qui évite les autres criquets, à une phase grégaire essaimante qui s'agrège et effectue des migrations collectives - devenant ainsi un ravageur agricole très sérieux à l'échelle continentale. Les premières étapes de ce processus dit — de grégarisation — partent de zones restreintes appelées — aires grégarigènes — (outbreak areas en anglais). Ce sont des zones où les conditions écologiques sont le plus souvent favorables au processus de multiplication et de grégarisation, et où les pullulations peuvent donner lieu en quelques générations à des recrudescences et finalement à des invasions d'échelle régionale voire continentale. 

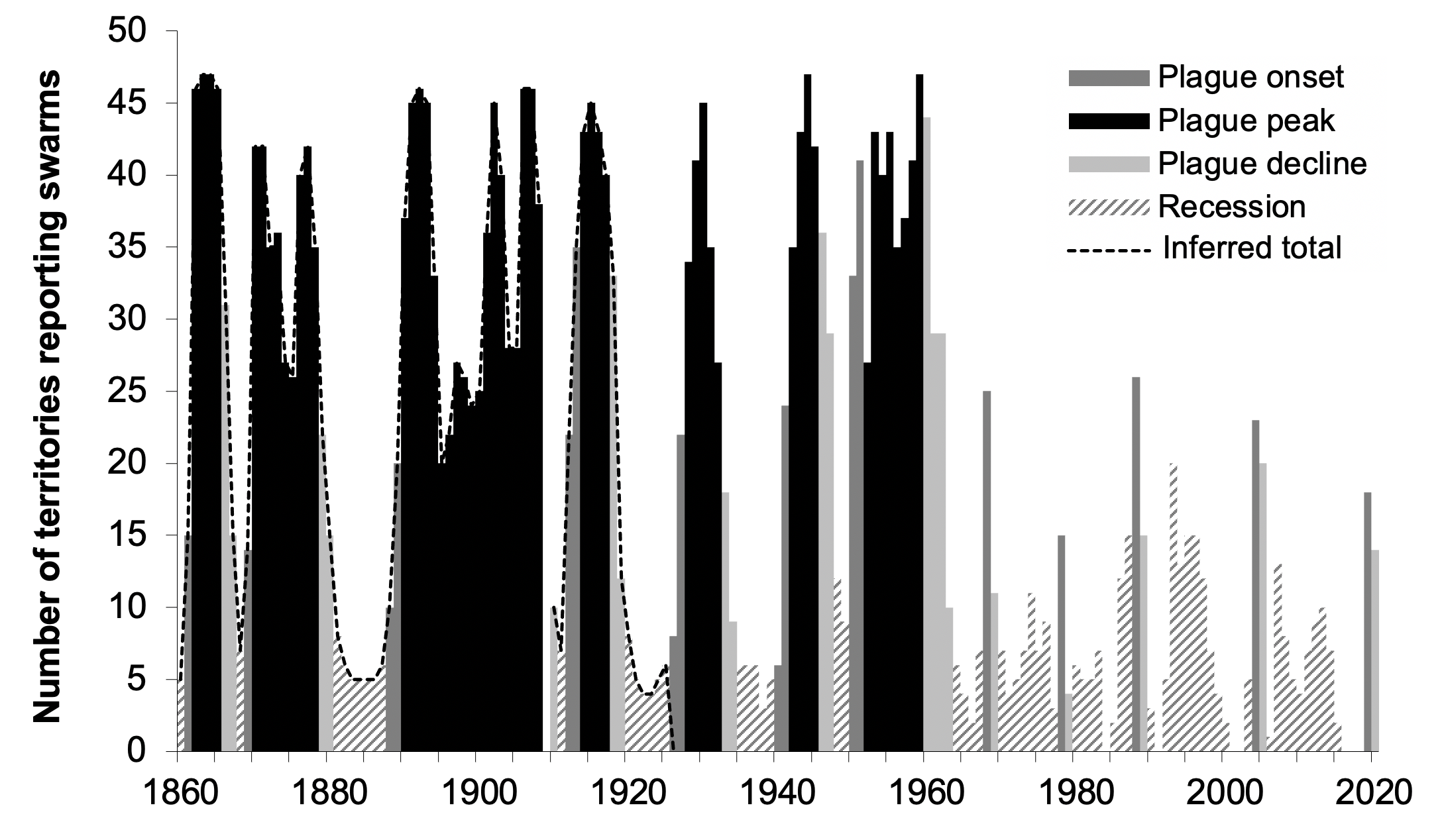
Territoires ayant été touchés par des essaenregistrant des essaims de criquets pèlerins entre 1860 et 2020 (modifié d'après Pedgley, 1981). Remarquez la forte diminution de l'importance des invasions à partir des années 1960, sous l’influence d’une stratégie de prévention plus efficace et de myens de lutte plus performants (d'après Waloff, 1966, 1976, et Magor 2008, actualisé).

### Biologie
Le criquet pèlerin présente généralement deux ou trois générations annuelles, avec un repos facultatif du développement (quiescence) à l'état imaginal pendant les périodes de sécheresse. Après des pluies favorables, les effectifs peuvent augmenter et, si la quantité d'eau a été suffisante (>20 mm), les femelles matures pondent dans les zones dénudées au sol sablonneux ou sablo-argileux, humides jusqu'à une profondeur de 10-15 cm sous la surface. En général, les femelles pondent deux à trois, rarement quatre, entre 30 et 140 œufs par ponte selon la phase et les conditions écologiques. Après l'éclosion des œufs, les larves se développent en cinq stades successifs. Le développement des larves s’effectue en 36 jours en moyenne chez les individus grégaire et en moins de 30 jours chez les individus solitaires. Pendant la journée, les larves grégaires commencent à marcher en grandes bandes, pouvant couvrir plusieurs hectares, sur des distances allant jusqu'à 5 km. La mue à la fin du cinquième stade donne un adulte ailé immature. À l’état grégaire, les jeunes ailés se regroupent en petits essaims qui se rassemblent progressivement en essaims plus importants. Les plus grands essaims peuvent couvrir une superficie totale de plusieurs centaines de kilomètres carrés, chaque kilomètre carré contenant en moyenne 50 millions d'insectes. La durée de la période de pré-reproductive varie en fonction des conditions écologiques (15 jours en saison des pluies et jusqu'à six mois en saison sèche), période pendant laquelle les criquets peuvent migrer sur de longues distances, à la recherche d'un habitat propice à la reproduction. Après un délai très variable, lorsque des conditions favorables sont trouvées, la quiescence s'arrête et les adultes deviennent sexuellement matures. Les femelles s'accouplent et pondent des œufs donnant naissance à une nouvelle génération. Une générations de criquets pèlerins grégaires ou solitaires durent généralement de deux à six mois, deux mois si les conditions favorables à la maturation sont réunies immédiatement, six mois (ou plus) si une période de quiescence s'installe dans l'attente de pluies favorables.

### Migrations

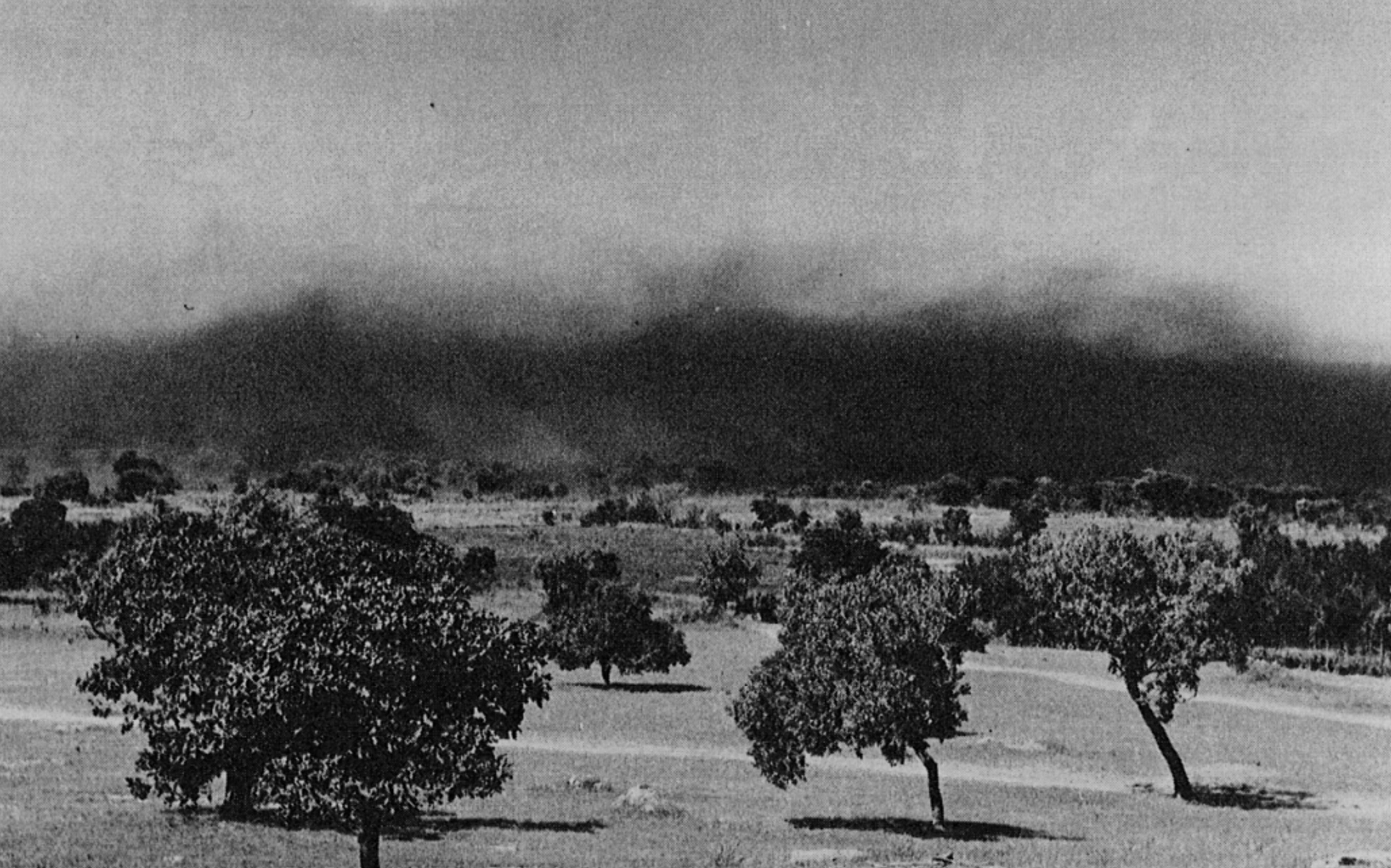
Essaim de criquets pèlerins de forte densité photographié au Maroc, vers 1954, lors de la grande invasion de 1949-1962 (photo Hans Bredo). Notez la très forte concentration de criquets masquant le paysage à l'arrière-plan.

Le criquet pèlerin est très mobile et les mouvements des essaims suivent un schéma assez régulier (voir figure). Selon les pluies saisonnières, ils volent avec les vents dominants sur plusieurs centaines de kilomètres entre leurs zones de reproduction d'été, d'hiver et de printemps. Ces migrations saisonnières des essaims ont généralement lieu pendant la journée, tandis que  les individus solitaires migrent et volent de nuit.

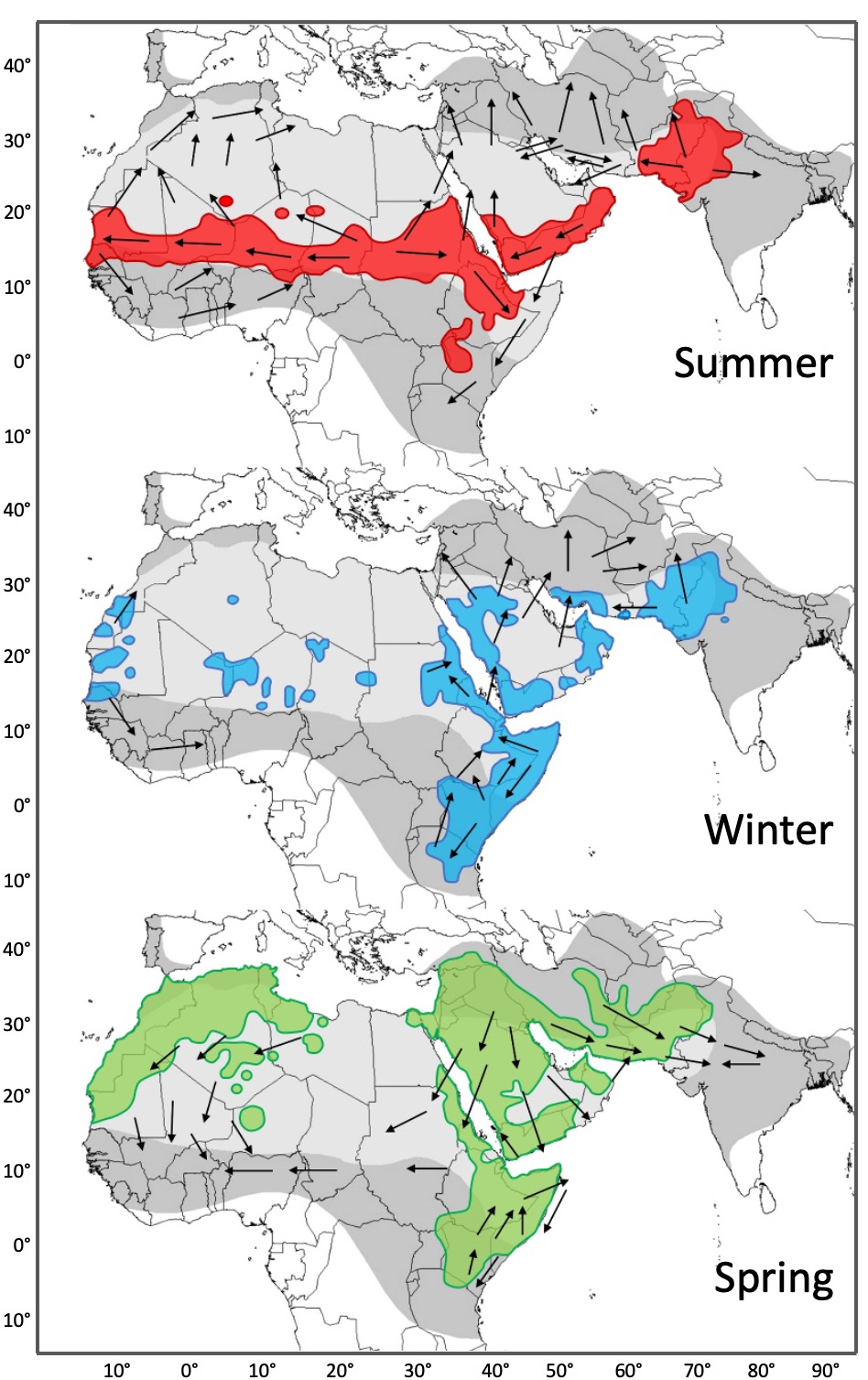
Zones saisonnières de reproduction du criquet pèlerin pendant les périodes d'invasion (rouge, reproduction estivale; bleu, hivernale; vert : printanière). Les flèches indiquent les mouvements des essaims (modifié d'après Pedgley, 1981).

## Impacts

### Impact économique
Le criquet pèlerin est probablement l'insecte ravageur migrateur le plus ancien et le plus dangereux au monde. L'ampleur des invasions et des destructions qu'ils provoquent est due à son caractère grégaire exceptionnel, à sa mobilité, à la voracité et à la taille des bandes larvaires et des essaims. Les invasions de criquets pèlerins peuvent être absolument dévastatrices et avoir de graves répercussions sur la sécurité alimentaire nationale et régionale et sur les moyens de subsistance des communautés rurales touchées, en particulier les plus pauvres. À ces dommages s'ajoute le coût des opérations de lutte mises en œuvre pour protéger les cultures, opérations contribuant également à stopper la propagation de l'invasion, qui pourrait sinon se poursuivre pendant de nombreuses années et sur des zones plus étendues.  En outre, les dommages ne se limitent pas aux cultures, mais doivent également intégrer les multiples conséquences sociales et environnementales des invasions, aujourd'hui mieux comprises et prises en compte, même si elles sont difficiles à estimer.

### Impact environnemental
La lutte contre le criquet pèlerin repose encore majoritairement sur les pesticides chimiques. En cas d'invasion, les opérations de lutte sont d'une telle ampleur que les produits utilisés peuvent avoir de graves effets secondaires sur la santé humaine, l'environnement, les organismes non ciblés et la biodiversité. Ces effets secondaires sont de mieux en mieux connus. L'application correcte de la stratégie préventive recommandée par l'Organisation des Nations unies pour l'alimentation et l'agriculture  et l'utilisation de bonnes pratiques de traitement plus respectueuses des personnes et de l'environnement permettent de limiter les impacts négatifs de ces pulvérisations à grande échelle.

### Impact social
Les coûts sociaux externes pour la population humaine locale lors des invasions de criquets pèlerins peuvent être énormes, mais difficiles à estimer. Les pertes subies par les cultures et les pâturages peuvent entraîner de graves pénuries alimentaires et un fort déséquilibre des rations alimentaires, de fortes fluctuations des prix sur les marchés, une disponibilité insuffisante des zones de pâturage, la vente d'animaux à des prix très bas pour répondre aux besoins de subsistance des ménages et pour acheter des aliments pour les animaux restants, une transhumance précoce des troupeaux et de fortes tensions entre les éleveurs transhumants et les agriculteurs locaux, ainsi que d'importantes migrations humaines vers les zones urbaines (parfois fatales pour les personnes d'un âge avancé, les personnes faibles et les jeunes enfants).  D'autres conséquences économiques peuvent survenir lors de la récolte, les céréales pouvant être contaminées par des parties d'insectes et déclassées en céréales fourragères vendues à un prix inférieur. En outre, le choc négatif sur les revenus peut avoir un impact à long terme sur les résultats scolaires des enfants vivant dans les zones rurales.

## Lutte contre les criquets pèlerins

### Stratégie de prévention
La lutte contre les essaims de criquets pèlerins — à la très grande capacité migratrice — constitue un défi international. Les stratégies de lutte doivent impliquer une forte coopération entre les pays concernés. Ceux abritant des aires grégarigènes (zones clés pouvant être à l’origine d’invasions) disposent généralement de centres spécialisés dans la lutte contre ce ravageur. Cette coopération internationale s'étend actuellement à 60 pays à risque d'invasion et est assurée par le Comité de lutte contre le criquet pèlerin (DLCC) — établi sous l'égide de l'Organisation des Nations Unies pour l'alimentation et l'agriculture (FAO) — qui fournit des conseils et une coordination sur l'ensemble de l'aire de répartition du ravageur, de l'Inde à la Mauritanie. Le site web de la FAO «Locust Watch» fournit de nombreuses informations utiles pour la prévention et la lutte1. En Libye une invasion de criquet pèlerin menace plus particulièrement la culture et la flore des oasis, et de leurs exploitations.

### Méthodes de lutte
La principale méthode de lutte contre les infestations de criquets pèlerins consiste à réaliser — par voie terrestre ou aérienne — des traitements insecticides en pulvérisation en ultra-bas volume (UBV). La quantité épandue est environ de un litre/hectare, garantissant une couverture adéquate. Cette technique standard permet de faire face à la logistique du traitement de vastes zones, en particulier dans les régions éloignées dépourvues d’eau. Outre les pulvérisations en couverture totale, certains insecticides sont considérés comme efficaces pour réaliser des « traitements en barrière » pour lutter contre les bandes larvaires. Le Pesticide Referee Group, groupe d’experts indépendants, conseille l'Organisation des Nations unies pour l'alimentation et l'agriculture (FAO) sur l'efficacité et l'impact environnemental des produits utilisés dans la lutte contre le criquet pèlerin. Il s'agit actuellement des insecticides suivants : bendiocarbe, chlorpyriphos-éthyl, deltaméthrine, diflubenzuron*, fénitrothion, fipronil*, lambda-cyhalothrine, malathion, téflubenzuron, triflumuron* (* produits également recommandés pour le traitement de barrière des bandes larvaires). Les doses et la vitesse d'action sont disponibles sur le site de la FAO "Locust Watch" qui fournit également des directives sur les techniques de lutte antiacridienne et l'organisation des opérations de lutte. Les pesticides chimiques constituent une méthode de lutte efficace, agissent rapidement et restent un outil essentiel pour les infestations à grande échelle du criquet pèlerin. Cependant, une des alternatives les plus prometteuses réside dans l’utilisation d’un biopesticide  à base de spores du champignon entomopathogène Metarhizium acridum (précédemment appelé M. anisopliae var. acridum, Bischoff et al., 2009). Ce produit biologique est épandu en suspension huileuse de la même manière (UBV) que les insecticides chimiques.  Il est recommandé en traitement de couverture sur les larves et les ailés par le Pesticide Referee Group de la FAO.  Ce produit met cependant plus de temps à agir que les insecticides conventionnels (au moins dix jours pour tuer les  larves et les adultes) et ne peut pas les remplacer. Il serait plus efficace dans le cadre d'une stratégie de contrôle conçue pour prévenir, plutôt que guérir, les infestations à grande échelle. Disponible depuis quelques années, l'emploi de ces biopesticides est à recommander mais leur emploi demeure encore trop limité.

#### Publications originales
- Forskål, P. (1775) Descriptiones Animalium Avium, Amphibiorum, Piscium, Insectorum, Vermium; quae in itinere orientali observavit Petrus Forskål. prof. haun. Carsten Niebuhr, Hauniae, Copenhague, 164 pp. https://www.biodiversitylibrary.org/item/18564#page/9/mode/1up
- Lecoq M., 2022. Schistocerca gregaria (Desert locust). In: Crop Protection Compendium. Wallingford, UK: CAB International. https://doi.org/10.1079/cabicompendium.49833

### Autres références
- Buj, A., 1995. International Experimentations and Control of the Locust Plague – Africa in the First Half of the 20th Century », in Yvon Chatelin, Christophe Bonneuil (eds.), Les sciences hors d’Occident au XXe siècle, Vol. 3 : Nature et environment, Paris, Orstom Editions, 1995, pp. 93-105. https://horizon.documentation.ird.fr/exl-doc/pleins_textes/pleins_textes_7/carton07/010008856.pdf
- Ceccato, P., K. Cressman, A. Giannini, S. Trzaska. 2007. The desert locust upsurge in West Africa (2003–2005): Information on the desert locust early warning system and the prospects for seasonal climate forecasting. International Journal of Pest Management, 53(1): 7-13.  http://dx.doi.org/10.1080/09670870600968826
- Chapuis, M.P., Plantamp, C., Blondin, L., Pagès, C., Lecoq, M., 2014. Demographic processes shaping genetic variation of the solitarious phase of the desert locust. Molecular Ecology 23 (7): 1749-1763. https://doi.org/10.1111/mec.12687
- Chapuis, M.P.; Bazelet, Corinna S.; Blondin, L.; Foucart, A.; Vitalis, R.; Samways, M.J. (2016). "Subspecific taxonomy of the desert locust, Schistocerca gregaria (Orthoptera: Acrididae), based on molecular and morphological characters". Systematic Entomology. 41 (3): 516–530.https://doi.org/10.1111%2Fsyen.12171
- Chapuis, M.P., Raynal, L., Plantamp, C., Meynard, C.N., Blondin, L., Marin, J.M., Estoup, A., 2020. A young age of subspecific divergence in the desert locust inferred by ABC random forest. Molecular Ecology 29(23):4542-4558. https://doi.org/10.1111/mec.15663
- Cressman, K. 1996. Current methods of desert locust forecasting at FAO. Bulletin OEPP/EPPO Bulletin 26: 577–585. https://www.fao.org/ag/locusts/common/ecg/190/en/1996_EPPO_Cressman_Forecasting.pdf
- Cressman, K. 2008. The use of new technologies in Desert Locust early warning. Outlooks on Pest Management (April, 2008): 55–59. https://doi.org/10.1564/19apr03
- Cressman, K. 2013. Role of remote sensing in desert locust early warning. J. Appl. Remote Sens. 7 (1): 075098; https://doi.org/10.1117/1.JRS.7.075098
- Cressman, K. 2013. Climate change and locusts in the WANA Region. In M.V.K Sivakumar et al (eds.), Climate Change and Food Security in West Asia and North Africa. (pp. 131–143). Netherlands: Springer. https://doi.org/10.1007/978-94-007-6751-5_7
- Cressman, K. 2016. Desert Locust. In: J.F. Shroder, R. Sivanpillai (eds.), Biological and Environmental Hazards, Risks, and Disasters (pp. 87–105). USA: Elsevier. https://www.fao.org/ag/locusts/common/ecg/190/en/1512_Bio_hazard_book_chapter.pdf
- De Vreyer, P.; Guilbert, N.; Mesple-Somps, S. (2015-01-01). "Impact of Natural Disasters on Education Outcomes: Evidence from the 1987-89 Locust Plague in Mali". Journal of African Economies. 24 (1): 57–100. https://doi.org/10.1093%2Fjae%2Feju018
- Dinku, T., Ceccato, P., Cressman, K., and Connor, S.J. 2010. Evaluating detection skills of satellite rainfall estimates over Desert Locust recession regions. J Applied Meteorology and Climatology 49 (6): 1322-1332. https://doi.org/10.1175/2010JAMC2281.1
- Gay, P.-E., Lecoq, M., Piou, C., 2018. Improving preventive locust management: insights from a multi-agent model. Pest Management Science74(1):46-58.  https://doi.org/10.1002/ps.4648
- Gay, P.-E., Lecoq, M., Piou, C., 2019. The limitations of locust preventive management faced with spatial uncertainty: exploration with a multi-agent model. Pest Management Science  76: 1094-1102. https://doi.org/10.1002/ps.5621
- Gay, P.E., Trumper, E., Lecoq, M., Piou, C. 2021. Importance of field knowledge and experience to improve pest locust management. Pest Management Science. https://doi.org/10.1002/ps.6587
- Guershon, M. & A. Ayali, 2012. Innate phase behavior in the desert locust, Schistocerca gregaria. Insect Science 19(6): 649-656. https://doi.org/10.1111/j.1744-7917.2012.01518.x
- Kayalto M., Idrissi Hassani M., Lecoq M., Gay P.E., Piou C., 2020. Cartographie des zones de reproduction et de grégarisation du criquet pèlerin au Tchad. Cahiers Agricultures 29:14  https://doi.org/10.1051/cagri/2020011
- Kietzka, G.J., Lecoq, M., Samways, M., 2021. Ecological and Human Diet Value of Locusts in a Changing World.. Agronomy. 11 (9): 1856. https://doi.org/10.3390%2Fagronomy11091856
- Lazar, M., Piou, C., Doumandji-Mitiche, B., Lecoq, M., 2016. Importance of solitarious Desert locust population dynamics: lessons from historical survey data in Algeria. Entomologia Experimentalis et Applicata 161:168-180.   https://doi.org/10.1111/eea.12505
- Lecoq, M., 1999. Projet de restructuration des organismes chargés de la surveillance et de la lutte contre le criquet pèlerin en région occidentale. Justifications et propositions [Project for the restructuring of the organizations responsible for monitoring and control of the desert locust in the Western Region. Justifications and proposals] . Food and Agriculture Organisation of the United Nations (FAO), Rome. 36 p. http://dx.doi.org/10.13140/RG.2.2.36765.95203
- Lecoq, M., 2001. Recent progress in Desert and Migratory Locust management in Africa. Are preventive actions possible ?Journal of Orthoptera Research  10(2): 277-29. https://doi.org/10.1665/1082-6467(2001)010%5B0277:RPIDAM%5D2.0.CO;2
- Lecoq, M., 2003. Desert Locust Threat to Agricultural Development and Food Security and FAO/ International Role in its Control. Arab Journal of Plant Protection 21:188-193. https://agritrop.cirad.fr/518863
- Lecoq, M., 2005. Desert locust management: from ecology to anthropology. Journal of Orthoptera Research 14(2):179-186. https://doi.org/10.1665/1082-6467(2005)14%5B179:DLMFET%5D2.0.CO;2
- Lecoq, M., 2019. Desert Locust Schistocerca gregaria (Forskål, 1775) (Acrididae).  In: Lecoq M., Zhang L. Sc. Ed. Encyclopedia of Pest Orthoptera of the World, China Agricultural University Press, Beijing.  pp. 204–212.  (ISBN 978-7-5655-2232-1). https://orthsoc.org/2020/09/18/encyclopedia-of-pest-orthoptera-of-the-world-book-now-shipping-worldwide/
- Lecoq, M. 2022. Schistocerca gregaria (Desert locust). In: Crop Protection Compendium. Wallingford, UK: CAB International. https://doi.org/10.1079/cabicompendium.49833
- Lecoq, M., Cease, A., 2022. What have we learned after millennia of locust invasions? Agronomy 12, 472. https://doi.org/10.3390/agronomy11112287
- Liu, J., Lecoq, M., Zhang, L., 2021. Desert locust stopped by Tibetan highlands during the 2020 upsurge. Agronomy 11, 2287. https://doi.org/10.3390/agronomy11112287
- Lomer, R. P., Bateman, D., Johnson, L., Langewald, J., Thomas, M., 2001. Biological control of locust and grasshoppers. Annual review of entomology 46:667-702. https://doi.org/10.1146/annurev.ento.46.1.667
- Lovejoy, N.R; Mullen, S.P; Sword, G.A; Chapman, R.F; Harrison, R.G (2006-04-07). "Ancient trans-Atlantic flight explains locust biogeography: molecular phylogenetics of Schistocerca". Proceedings of the Royal Society B: Biological Sciences. 273 (1588): 767–774.https://doi.org/10.1098%2Frspb.2005.3381
- Magor, J. I., Lecoq, M., Hunter, D.M. 2008. Preventive control and Desert Locust plagues. Crop Protection 27 :1527-1533. https://doi.org/10.1016/j.cropro.2008.08.006
- Meynard, C., Gay, P.-E.,  Lecoq, M.,  Foucart, A., Piou, C., Chapuis, M.P., 2017. Climate-driven geographic distribution of the desert locust during recession periods: Subspecies’ niche differentiation and relative risks under scenarios of climate change. Global Change Biology 23(11)  https://doi.org/10.1111/gcb.13739
- Meynard, C.N., Lecoq, M., Chapuis, M.P., Piou, C., 2020. On the relative role of climate change and management in the current Desert Locust outbreak in East Africa. Global Change Biology 26:3753–3755. https://doi.org/10.1111/gcb.15137
- Pekel, J., Ceccato, P., Vancutsem, C., Cressman, K., Vanbogaert, E. and Defourny, P. 2010. Development and application of multi-temporal colorimetric transformation to monitor vegetation in the Desert Locust habitat. IEEE J. of Selected Topics in Applied Earth Observations and Remote Sensing 4 (2): 318-326.
- Piou, C., Gay, P.-E., Benahi, A.S., Ould Babah Ebbe, M.A., Chihrane, J., Ghaout, S., Cisse, S., Diakite, F., Lazar, M., Cressman, K., Merlin, O., Escorihuela, M.J., 2019. Soil moisture from remote sensing to forecast desert locust presence. Journal of Applied Ecology 2019:1–10. https://doi.org/10.1111/1365-2664.13323
- Piou, C., Jaavar Bacar, M., Babah Ebbe, M.A.O., Chihrane, J., Ghaout, S., Cisse, S., Lecoq, M., Ben Halima, T. 2017. Mapping the spatiotemporal distributions of the Desert Locust in Mauritania and Morocco to improve preventive management. Basic and Applied Ecology  25:37-47.   https://doi.org/10.1016/j.baae.2017.10.002
- Piou, C., Lebourgeois, V., Ahmed Salem Benahi, Bonnal, V., Mohamed El Hacen Jaavar, Lecoq, M., Vassal, J.M., 2013. Coupling historical prospection data and a remote-sensing vegetation index for the preventative control of Desert Locust. Basic and Applied Ecology 14:593-604.  https://doi.org/10.1016/j.baae.2013.08.007
- Showler, A.T., Lecoq, M. 2021. Incidence and ramiﬁcations of armed conﬂict in countries with major desert locust breeding areas. Agronomy 11, 114 https://doi.org/10.3390/agronomy11010114
- Showler, A.T., Ould Babah Ebbe, M.A., Lecoq, M., Maeno, K.O., 2021.  Early intervention against desert locusts: Current proactive approach and the prospect of sustainable outbreak prevention Agronomy 11, 312. https://doi.org/10.3390/agronomy11020312
- Simpson, S.J.; McCaffery, A.R.; Hagele, B.F. (1999). "A behavioural analysis of phase change in the desert locust". Biological Reviews. 74 (4): 461–480.https://doi.org/10.1111%2Fj.1469-185x.1999.tb00038.x
- Stefanski, R., K. Cressman. 2015. Weather and Desert Locust. World Meteorological Organization, Geneva, Switzerland.
- Sultana, R., Samejo, A.A., Kumar, S., Soomro, S., Lecoq, M. 2021. The 2019-2020 upsurge of the desert locust and its impact in Pakistan. Journal of Orthoptera Research 30(2): 145–154. https://doi.org/10.3897/jor.30.65971
- Sword, G.A., Lecoq, M., Simpson, S.J. 2010. Phase polyphenism and preventative locust management. Journal of insect physiology, 56 (8) : 949-957. https://doi.org/10.1016/j.jinsphys.2010.05.005
- Symmons, P. & A. van Huis, 1997. Desert Locust Control campaign studies: operations guidebook. Wageningen University. 167 pp. & CD-Rom, 19 floppy disks.
- Symmons, P.M. and K. Cressman. 2001. Desert Locust Guidelines: I. Survey. Food and Agriculture Organization of the United Nations, Rome, Italy.
- Therville, C., Anderies, J.M., Lecoq, M., Cease, A. 2021. Locusts and People: Integrating the social sciences in sustainable locust management. Agronomy  11, 951.  https://doi.org/10.3390/agronomy11050951
- Van Huis, A. 1994. Desert locust control with existing techniques: an evaluation of strategies. Proceedings of the Seminar held in Wageningen, the Netherlands, 6–11 December 1993. 132 pp.  (ISBN 90-6754-364-0).
- Van Huis, A. 1995. Desert locust plagues. Endeavour, 19(3): 118–124. https://doi.org/10.1016/0160-9327(95)97497-V
- Van Huis, A. 1997. Can we prevent desert locust plagues? In: New strategies in locust control (Eds.: S. Krall, R. Preveling and D.B. Diallo), pp. 453–459. Birkhäuser Verlag, Basel. 522 pp.
- Vallebona C, Genesio L, Crisci A, Pasqui M, Di Vecchia A, Maracchi G, 2008. Large-scale climatic patterns forcing desert locust upsurges in West Africa. Climate Research 37:35–41. https://doi.org/10.3354/cr00744
- Waldner, F., Defourny, P., Babah Ebbe, M. A., Cressman, K. 2015. Operational Monitoring of the Desert Locust Habitat with Earth Observation: An Assessment. Int. J. Geo-Inf. 4 (1): 2379-2400 https://doi.org/10.3390/ijgi4042379
- Zhang, L., Lecoq, M., Latchininsky, A., Hunter, D., 2019. Locust and grasshopper management. Annual Review of Entomology 64(1):15-34.  https://doi.org/10.1146/annurev-ento-011118-112500